# Fontelles
Fontelles és un nucli del municipi de la Ribera d'Urgellet, a l'Alt Urgell. Actualment despoblat, el poble es troba a la dreta del riu de Tost, al vessant meridional del tossal de Can Franc. Al segle xix hi havia hagut el Mas de Fontelles. Encara s'hi pot trobar l'antiga església de Sant Fruitós de Fontelles d'estil romànic.